# Cheilocostus sopuensis
Cheilocostus sopuensis är en enhjärtbladig växtart som först beskrevs av Paulus Johannes Maria Maas och Hillegonda Maas, och fick sitt nu gällande namn av C.D.Specht. Cheilocostus sopuensis ingår i släktet Cheilocostus och familjen Costaceae.
Artens utbredningsområde är Sulawesi. Inga underarter finns listade.